# Cosmos (gruppo musicale)
Cosmos è stato un gruppo musicale lettone che canta a cappella.
Il gruppo è stato fondato a Riga nel 2002. Nel 2006 si aggiudicano il concorso nazionale Eirodziesma e nello stesso anno partecipano all'Eurovision con la canzone I Hear Your Heart.

## Formazione
- Jānis Šipkēvics
- Andris Sējāns
- Juris Lisenko
- Jānis Ozols
- Jānis Strazdiņš
- Reinis Sējāns

## Discografia
- Cosmos (2003)
- Pa un par (2005)
- Тетради любви (2005)
- Ticu un viss (2005)
- Turbulence (2008)